# Chioggia (goletta)
La Chioggia è stata una goletta a vapore della Regia Marina.

## Caratteristiche

La Chioggia in navigazione a vele spiegate negli ultimi anni.

Progettata dal generale ispettore del Corpo del genio navale Giuseppe Micheli, la Chioggia, scafo in legno rivestito di piastre di rame, venne costruita per riutilizzare l'ancora recente macchina a vapore della cannoniera lacuale Caprera (ex austroungarica Uskoke), radiata nel gennaio 1870 dopo un decennio di servizio sul lago di Garda. 
Costruita come nave cisterna per acqua, la nave non venne mai impiegata per tale servizio, e già nel 1880, in seguito ad un turno di lavori, le cisterne vennero eliminate. Benché classificata goletta, la Chioggia, unità piuttosto grande in rapporto alla tipologia, aveva di fatto un armamento velico a brigantino (alberi di trinchetto e maestra a vele quadre).
La motrice a vapore, costruita nel 1860 dalla ditta triestina Strudthoff per la cannoniera lacuale Uskoke, era una macchina alternativa che, alimentata da una singola caldaia (con scorta di 30 tonnellate di carbone), imprimeva ad una singola elica quadripala la potenza di 292 HP (215 kW), consentendo una velocità massima di 9 nodi (5 con l'elica a 35 giri), alla quale la nave poteva procedere per 110 ore.
L'armamento era originariamente composto da due cannoni con affusto in legno. Nel 1885 tali armi vennero rimpiazzate da due cannoni da 75 mm N. 2, a loro volta sostituiti, nel 1893, con due cannoni da 57 mm.
In una relazione stilata nel 1893 dal tenente di vascello Bajo, comandante della Chioggia, la goletta era descritta come un buon veliero, robusto e marino, sebbene caratterizzato da una certa pesantezza. La macchina a vapore era invece giudicata scarsamente affidabile, in quanto poco potente e provvista di una scorta di carbone troppo ridotta, mentre i nuovi cannoni da 57 mm erano ritenuti armi eccellenti.

## Storia
Impostata nel settembre 1876 nell'Arsenale di Venezia, la Chioggia venne varata nel novembre 1877 ed entrò in servizio nel maggio 1878, classificata nave cisterna per acqua.
Nello stesso 1878 la goletta partecipò, insieme al piroscafo francese Charente, alla posa del cavo telegrafico tra Otranto e Valona, quindi venne dislocata a Venezia, dove permase per un certo lasso di tempo, usata come rimorchiatore.

La goletta fotografata a Napoli nell’agosto 1887, durante il servizio di nave ammiraglia dipartimentale. Sulla sinistra è visibile l’ariete corazzato Affondatore, mentre sulla destra vi è la prua del trasporto America.

 Nel 1880 la Chioggia venne sottoposta nell'Arsenale di Venezia a grandi lavori di rimozione delle cisterne, venendo riclassificata goletta a vapore. Nel corso del medesimo anno, dopo un breve impiego, per alcuni mesi come nave scuola Mozzi, la nave venne trasferita ad Assab, in Mar Rosso, in qualità di stazionaria. Nel primo tratto della navigazione la Chioggia dovette affrontare avverse condizioni meteomarine, che la obbligarono a sostare a Porto Said per approfonditi lavori di revisione delle alberature. Ripreso il mare, la goletta arrivò ad Assab il 14 gennaio 1881 (il 1º gennaio 1881 la nave era a Suez). Il 16 luglio 1881 la Chioggia s'incagliò nelle acque di Ras Comba, potendo tuttavia essere disincagliata, senza riportare danni, dall'avviso ad elica Rapido. 
La permanenza in Mar Rosso della goletta ebbe fine nell'ottobre 1882, quando la nave lasciò tali acque per rientrare in Italia, rimorchiata nel primo tratto dal piroscafo mercantile Abissinia, della società Rubattino, e quindi, da Porto Said, dall'ariete corazzato Affondatore. Dopo aver passato Capo Matapan le due unità s'imbatterono nel mare mosso, che andò progressivamente peggiorando sino a mettere in pericolo entrambe le navi: l'Affondatore dovette mollare i cavi di rimorchio, che s'impigliarono nell'elica della Chioggia, impedendole di girare, e ne spezzarono il timone. Per ovviare al grave problema l'equipaggio della goletta governò con le vele e mise in opera un timone di fortuna. Assistita dal piroscafo britannico Tanjore, la nave fu condotta a Corfù, ove venne sottoposta a delle prime riparazioni.
I successivi lavori, effettuati a Venezia, ebbero termine nel giugno 1883, dopo di che la nave venne dislocata a Livorno, effettuando, unitamente alla pirofregata Vittorio Emanuele, una crociera d'istruzione a Barcellona, Cartagena e Gibilterra per gli allievi dell'Accademia navale. 
Nei mesi iniziali del 1884 la goletta stazionò a La Spezia, nel seno di Panigaglia, dopo di che venne inviata in Sicilia, per vigilare sulle imbarcazioni dei pescatori di spugne e corallo. Nell'agosto 1884 l'unità era di base a Trapani, impiegata in servizio di vigilanza sanitaria.
Nel 1885, dopo l'installazione dei due cannoni da 75 mm, la Chioggia si recò a Miseno ove imbarcò il munizionamento per il nuovo armamento, dopo di che venne inviata a Pianosa, per compiti di sorveglianza della zona circostante la locale colonia penale. Più avanti nello stesso anno la goletta, destinata al Servizio Idrografico della Marina, eseguì mappature e rilevamenti lungo alcune zone della costa settentrionale siciliana e quindi in Liguria, mentre in seguito venne adibita a compiti di sorveglianza sanitaria. Nel novembre 1885 la nave operava in acque sarde.

La nave nel novembre 1895.

 Il 1º febbraio 1886 assunse il comando dell'unità il tenente di vascello Francesco Sasso. Nel 1886 e nel 1887 la goletta ebbe impiego nell'Adriatico e nel Tirreno per ruoli di sorveglianza, guardia costiera, ricerca e soccorso di navi in pericolo, vigilanza doganale, trasporto ed altro. Dal 15 giugno al 9 ottobre 1887 la Chioggia fu nave ammiraglia dipartimentale a Napoli. Dal 1888 al 1893 la goletta, con armamento ridotto, stazionò a Napoli, adibita a compiti dipartimentali.
Nel 1893 la Chioggia, destinata al ruolo di nave scuola, fu posta alle dipendenze della Regia Accademia Navale. Nel 1894 la goletta, in navigazione da Messina a Taranto, s'imbatté in una violenta tempesta, riportando danni alle alberature e la rottura di un cilindro della motrice. 
Nel 1895 l'unità iniziò ad operare come nave scuola sussidiaria per la Scuola Mozzi e Timonieri, avendo base a La Spezia: nel corso di tale servizio, proseguito sino al 1908, la nave effettuò diverse crociere addestrative in tutto il Mediterraneo, toccando vari porti stranieri (tra i quali Smirne): nel corso di tali navigazioni si misero in luce le buon caratteristiche della nave e la capacità del suo equipaggio. Le burrasche che la nave si trovò ad affrontare risultarono anche delle buone occasioni per addestrare gli allievi.
Posta in disarmo per vetustà il 1º febbraio 1908, l'ormai anziana Chioggia, dopo più di un trentennio in larga parte dedicato alla formazione di giovani marinai, venne radiata con Regio decreto legge del 16 febbraio 1908 e quindi smantellata.